# Feketeföldi járás

A Feketeföldi járás Kalmükföldön

A Feketeföldi járás (oroszul Черноземельский муниципальный район, kalmük nyelven Хар Һазра район) Oroszország egyik járása Kalmükföldön. Székhelye Komszomolszkij.

## Népesség
- 1989-ben 16 840 lakosa volt, melynek 41,3%-a kalmük, 18,2%-a orosz, 15,5%-a dargin, 6,6%-a csecsen, 3,3%-a kazah.
- 2002-ben 12 990 lakosa volt, melynek 50,8%-a kalmük, 14,1%-a orosz, 11,7%-a dargin, 7,3%-a csecsen, 2,9%-a kazah, 0,4%-a ukrán, 0,1%-a német.
- 2010-ben 13 258 lakosa volt, melyből 7 510 kalmük (56,7%), 1 624 orosz (12,3%), 1 603 dargin (12,1%), 952 avar (7,2%), 653 csecsen (4,9%), 385 kazah (2,9%), 120 rutul (0,9%), 98 kumik, 45 caur, 44 lezg, 36 grúz, 27 ukrán, 19 tatár, 17 nogaj, 12 azeri, 12 lak stb.